# Saalachtalradweg
De Saalachtalradweg (Saalachdalfietsroute) is een langeafstandsfietsroute in Oostenrijk en Duitsland. De route volgt grotendeels de rivier de Saalach. De route is bedoeld als verbinding tussen Zell am See en Salzburg. In relatie met de Tauernradweg kan er dan een ronde gefietst worden. De route is bewegwijzerd in twee richtingen. 

## Traject
De route start in Zell am See aan de Zeller See. Hier is de aansluiting op de Tauernradweg richting de Watervallen van Krimml of richting Salzburg. Ook kan worden aangesloten op de EuroVelo EV14 Meren en rivieren van Midden-Europa welke hier start.  
De route volgt grotendeels de rivier de Saalach en gaat hierbij door steden als Saalfelden en het Duitse Bad Reichenhall. In eindpunt Salzburg mondt de Saalach uit in de Salzach en kan worden aangesloten op de Tauernradweg richting Passau of terug naar Zell am See.

## Aansluitingen met Europese routes
- In Zell am See kan worden aangesloten op de EuroVelo EV14 Meren en rivieren van Midden-Europa.

## Aansluitingen met andere fietsroutes
- In Zell am See kan worden aangesloten op de Tauernradweg.
- In Bad Reichenhall kruist de route de Bodensee-Königssee-Radweg.
- In Salzburg kan worden aangesloten op de Tauernradweg.